# Pierre de Mellarède
Pierre (de) Mellarède  (Montmélian, 1 juni 1659 - Turijn, 19 maart 1730) was een jurist, bestuurder en politicus uit het hertogdom Savoye.

## Biografie

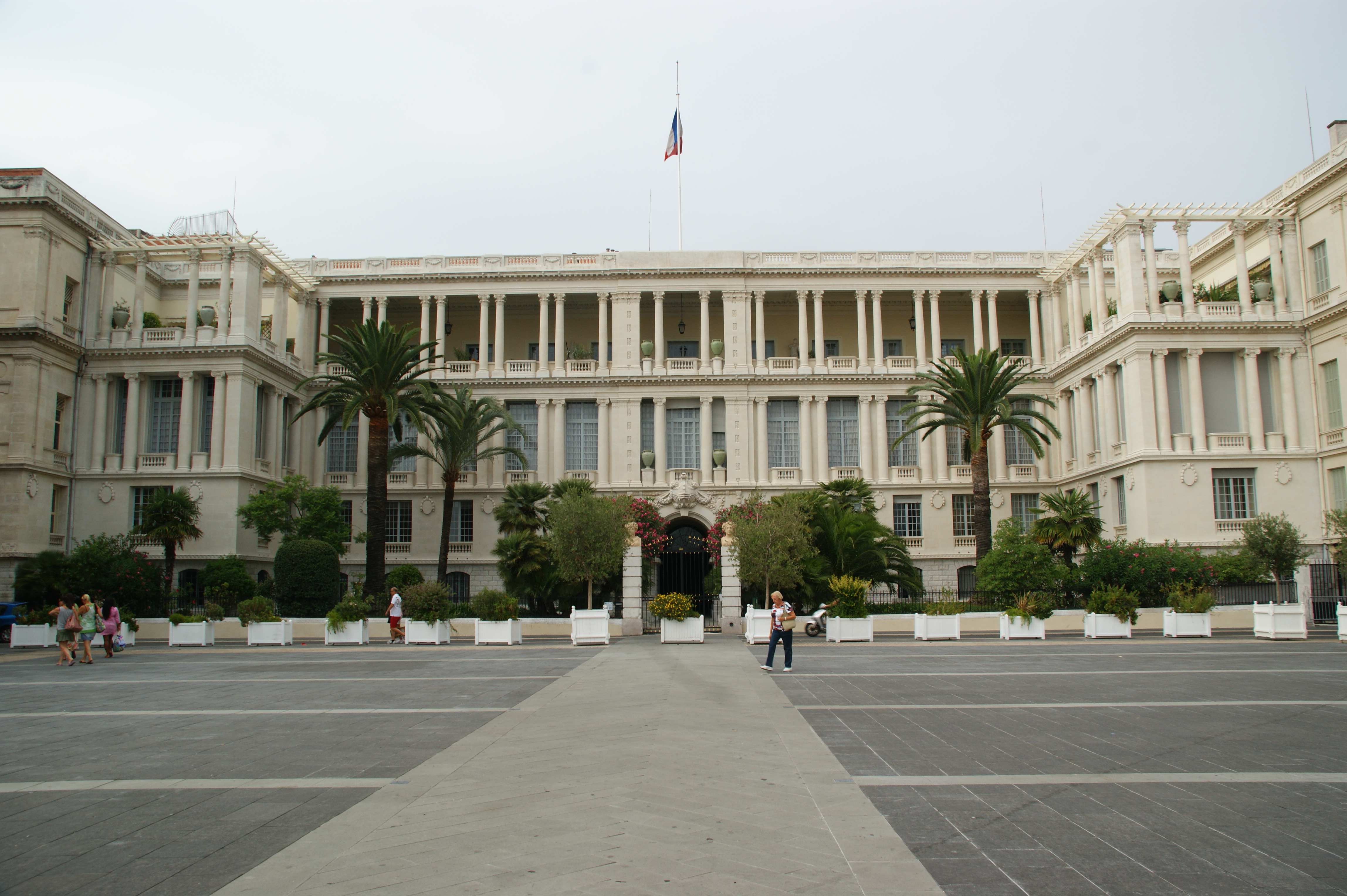
Het hertogelijk paleis (nu: prefectuur) was de residentie van de intendanten van Nice

De familie Mellarède was afkomstig uit de Languedoc en had zich in het midden van de 17e eeuw in Savoye gevestigd. De vader van Pierre Mellarède was notaris.
In 1678 werd Mellarède advocaat bij de Senaat van Savoye; dat was een rechtscollege vergelijkbaar met de parlementen in het koninkrijk Frankrijk. Hij oefende deze functie ongeveer twintig jaar uit. Op 22 mei 1699 werd hij aangesteld als intendant van de stad en het graafschap Nice. Zo kwam hij aan het hoofd van de administratie van het graafschap. Tijdens zijn tijd in Nice kreeg hij te maken met twee grensgeschillen: tussen Monaco en La Turbie en de grens ter hoogte van de Var. Hij kreeg de opdracht er een belasting op onroerende eigendommen (tasso) in te voeren om een meer betrouwbare en bredere fiscale basis te creëren voor de inkomsten van het hertogdom Savoye. Met dit doel schreef hij Sommaire de l'Histoire du Comté de Nice et ses dépendances. Dit pseudo-historisch werk had voornamelijk tot doel de politiek van hertog Victor Amadeus II en zijn fiscale hervormingen te verantwoorden tegenover de eeuwenoude privileges. Op 12 april 1700 ging de Grote Raad van Nice principieel akkoord met de tasso en de nieuwe belasting werd ingevoerd met het edict van 15 januari 1702. Dit succes gaf een grote impuls aan de carrière van Mellarède. Nog datzelfde jaar werd hij benoemd tot lid van de Raad van State in Turijn. 
In 1713 was hij een van de afgevaardigden van het hertogdom Savoye bij het Congres van Utrecht. Door het onderhandelde verdrag kreeg Victor Amadeus II bijkomende gebieden en de koningskroon. Nog in 1713 werd Mellarède aangesteld tot eerste voorzitter van de Rekenkamer in Turijn. Op 15 februari 1717 werd hij benoemd tot eerste secretaris (lees: minister) van Binnenlandse Zaken van Savoye. Hij oefende deze functie uit tot zijn dood in 1730. Hij was onder andere actief in de commissie die in 1723 een ontwerp voor Koninklijke Grondwetten voorbereidde.
Wegens zijn verdiensten werd Mellarède opgenomen in de prestigieuze Accademia degli Incolti.